# Giorgio Antonucci
Giorgio Antonucci (Lucca, 24 febbraio 1933 – Firenze, 18 novembre 2017) è stato un medico e psicoterapeuta italiano, punto di riferimento dell'antipsichiatria in Italia.

## Biografia
Nel 1963 si forma come psicoterapeuta con Roberto Assagioli, fondatore della psicosintesi, e comincia a dedicarsi alla psichiatria cercando di risolvere i problemi dei pazienti evitando i ricoveri e qualunque metodo coercitivo. Nel 1968 lavora a Cividale del Friuli in un reparto aperto dell'ospedale civile in alternativa ai manicomi. Nel 1969 lavora nell'ospedale psichiatrico di Gorizia diretto da Franco Basaglia. Dal 1970 al 1972 dirige il centro di igiene mentale di Castelnovo ne' Monti in provincia di Reggio Emilia.
Dal 1973 al 1996 lavora a Imola nell'opera di smantellamento degli ospedali psichiatrici Osservanza e Luigi Lolli. Durante il terremoto del 1968 in Sicilia occidentale lavora come
medico con il servizio civile della provincia di Firenze. Nel 2008, Thomas Szasz insieme al CCHR ha istituito il "Premio Giorgio Antonucci" per i difensori dei diritti umani nel campo psichiatrico. Ha vissuto gli ultimi anni della sua vita a Firenze, collaborando con il Centro di Relazioni Umane, i Radicali Italiani, il Comitato dei Cittadini per i Diritti Umani. È morto il 18 novembre 2017.

## Posizione sulla psichiatria
Giorgio Antonucci: "Per me significa che i malati mentali non esistono e la psichiatria va completamente eliminata."»
(Intervista del 1978)
Nelle sue pubblicazioni, Giorgio Antonucci afferma che teoricamente si avvicina alla corrente esistenziale-umanista di Carl Rogers e alle correnti di critica alla psichiatria (Erving Goffman, Laing, Cooper e Thomas Szasz) e alla critica all'istituzione manicomiale di Franco Basaglia.
Szasz dice di concordare con Antonucci sul concetto di "persona" dei cosiddetti pazienti psichiatrici: sono, come noi, delle persone sotto ogni aspetto, giudicabili emotivamente e nella loro "condizione umana"; la “malattia mentale” non rende il paziente "meno di un uomo", e non è necessario lo psichiatra per "restituirgli umanità".
È il fondatore dell'approccio non-psichiatrico alla sofferenza psichica che si basa sui seguenti assunti
1. Il trattamento sanitario obbligatorio non può essere un approccio scientifico e medico alla sofferenza in quanto basato sulla forza contro la volontà del paziente.
2. L'etica del dialogo viene sostituita all'etica della coercizione. Il dialogo non può avvenire se non fra individui che si riconoscono come persone in un confronto alla pari.
3. La diagnosi viene negata in quanto pregiudizio psichiatrico che impedisce di intraprendere il vero lavoro psicologico con la sofferenza degli uomini per le contraddizioni della natura e della coscienza e per le contraddizioni della società e i conflitti della convivenza.
4. Gli psicofarmaci o droghe psichiatriche servono per sedare, drogare la persona e per migliorare le condizioni di vita di chi si deve occupare dello psichiatrizzato. Vengono negati tutti gli altri strumenti che danneggiano la persona dalla lobotomia, alla castrazione (proposta da alcuni anche in Italia in rapporto ai reati sessuali), e tutti i tipi di shock.
5. Per criticare le istituzioni bisogna mettere in discussione anche il pensiero che le ha create.

## Partecipazioni
- Presidente onorario del comitato scientifico di Giù le mani dai bambini[19]
- Membro onorario dell'Associazione europea di psicoanalisi[20]
- Cofondatore di Telefono viola (insieme ad Alessio Coppola)
- Membro del comitato scientifico di MusicArTerapia Globalità dei linguaggi.[21]

## Riconoscimenti
- Il 26 febbraio 2005 ha ricevuto a Los Angeles il Thomas Szasz Award[22][23] per la "lotta contro lo stato terapeutico"[24] e contemporaneamente un riconoscimento[non chiaro] dell’assemblea legislativa della California consegnato dal membro del parlamento Paul Koretz. Nell’attestato c’è scritto “Grazie per essere un campione di diritti umani”.[25][26]

## Opere
- I pregiudizi e la conoscenza critica alla psichiatria (prefazione di Thomas S. Szasz), ed. Coop. Apache, 1986
- Psichiatria ieri ed oggi, Enciclopedia Atlantica (European Book, Milano), 1989
- Il pregiudizio psichiatrico, Elèuthera, 1989. ISBN 88-85861-10-5
- La nave del paradiso, Spirali, 1990. ISBN 88-7770-296-6
- Freud e la psichiatria, Enciclopedia Atlantica, European Book, Milano, 1990.
- Aggressività Composizione in tre tempi in Uomini e lupi, Elèuthera, 1990, ISSN 0392-5013 (WC · ACNP)
- Psichiatria e cultura, Enciclopedia Atlantica, European Book, Milano, 1991.
- Contrappunti, Sensibili alle Foglie, 1994. ISBN 88-86323-06-9
- Critica al giudizio psichiatrico, Sensibili alle Foglie, 1994. ISBN 88-89883-01-4
- Il giudice e lo psichiatra, rivista Volontà, Delitto e castigo, 1994. ISSN 0392-5013 (WC · ACNP)
- (con Alessio Coppola), Il telefono viola. Contro i metodi della psichiatria, Elèuthera, 1995. ISBN 88-85861-60-1
- Pensieri sul suicidio, Elèuthera, 1996. ISBN 88-85861-75-X
- Il pregiudizio psichiatrico, Elèuthera, 1998. ISBN 88-85861-99-7
- Le lezioni della mia vita. La medicina, la psichiatria, le istituzioni, Spirali, 1999. ISBN 88-7770-536-1
- Pensieri sul suicidio, Elèuthera, 2002. ISBN 88-85060-69-2
- Il cervello. Atti del congresso internazionale Milano, dal 29 novembre al 1º dicembre 2002 [contiene l'intervento di Antonucci al congresso) Spirali - 2004
- Diario dal manicomio. Ricordi e pensieri, Spirali, 2006. ISBN 88-7770-747-X
- Igiene mentale e libero pensiero. Giudizio e pregiudizio psichiatrici, pubblicazione a cura dell'associazione "Umanità nova", Reggio Emilia, 2007.
- Foucault e l'antipsichiatria. Intervista a Giorgio Antonucci in Diogene. Filosofare Oggi N. 10, Anno 2008, con «IL DOSSIER: 30 anni dalla legge Basaglia»
- Corpo - Intervista di Augusta Eniti a Giorgio Antonucci, Multiverso", Università degli studi di Udine, n.07 08, 2008. ISSN 1826-6010 (WC · ACNP)
- Conversazione con Giorgio Antonucci a cura di Erveda Sansi. Critical Book - I quaderni dei saperi critici - Milano 16.04.2010. S.p.A Leoncavallo.
- (con altri autori) La libertà sospesa, Fefè editore, Roma, 2012. ISBN 978-88-95988-31-3
- (contributo di Giorgio Antonucci e Ruggero Chinaglia) Della Mediazione di Elisa Ruggiero, Aracne, 2013. ISBN 978-88-548-5716-2
- El prejuicio psiquiátrico [Il pregiudizio psichiatrico], introduzione di Thomas Szasz, traduzione e prefazione di Massimo Paolini, Katakrak, Pamplona, 2018 - ISBN 978-84-16946-23-5